# 同志社大学ワイルドローバー
同志社大学ワイルドローバー（どうししゃだいがくワイルドローバー、英語: DOSHISHA UNIVERSITY WILDROVER）は同志社大学体育会に所属するアメリカンフットボールチームである。1940年創部。チーム名のワイルドローバーは、同志社の創立者である新島襄がアメリカ合衆国に渡った時の史実から取られている。

## 部の沿革

### 創成期
1940年に関西で2番目に創部。同年に慶應義塾大学と阪急西宮球場で対戦する。この試合は早稲田大学対関西大学の第1回定期戦と同日に開催された。この試合が阪急西宮での初のアメリカンフットボールの試合である。
1941年に関西アメリカンフットボール連盟設立に参加。同年、関西大学・関西学院大学・関西OBクラブとの4チームによるリーグ戦に参加（3位）。翌1942年には、関大・関学・同志社の3チームによるリーグ戦に参加し春3位、秋2位の成績が残っている。
戦後、関西米式蹴球連盟（現在の連盟）設立に参加し、1946年秋のリーグ戦で初優勝（関学との同率1位。後に2度のプレーオフにて、関学を下した）。関東の秋季リーグ戦に優勝した慶應と1947年第1回の甲子園ボウルで対戦し、0-45で敗れた。慶應との対戦は、1949年に定期戦となり、現在に至っている。

### 関学の壁
1946年のリーグ初優勝以降、同志社はリーグの上位に位置することはあっても、関西学院大学の連続優勝記録を止めることは出来なかった（1969年まで合計7回2位を記録している）。
1部8校制が確立（1部-2部入替戦も開始）した1970年には7位、そして1971年には、8位で入替戦で大阪大学に敗れ、初の2部降格となる。1部復帰には6年掛かったものの、当時の伊藤荘造監督の情熱的な指導により、復帰元年の1977年にはいきなり3位となり復活へののろしを上げる。
1979年には、伊藤監督の後任の田辺哲郎ヘッドコーチの指導のもと、リーグ戦で関学に32年ぶりに勝利する。しかし、関大に敗戦し6勝1敗で関学と両校優勝となり、甲子園ボウルをかけたプレーオフは35-0で敗戦し、第1回以来の甲子園ボウル出場はならなかった。
1980年代には数回の2部降格の危機を入替戦勝利で回避するが、1991年の4位以降、1部(Div.1)の下位に低迷するようになった。
ただ、関学がユニフォームを変更した1991年秋季リーグ初戦（阪急西宮スタジアム）で、1点差ながら黒星をつけたのも同志社である（同年の優勝は関学）。

### 昇格・降格
1990年代は入替戦の常連で、個々にはトップクラスのアスリートを揃えるものの1994年、1997年、1999年とDiv.2に降格している。しかし、いずれも降格の翌年にはドラマティックな試合展開にて勝利を収め、Div.1に復帰する。
2010年代にはDiv.1在籍中、2012年・2014年・2017年シーズンで入替戦に出場。2012年は大阪教育大学、2014年は桃山学院大学、2017年は神戸大学にそれぞれ敗れて、2013年・2015年・2018年はDiv.2となる。

### 古豪復活へ
1999年度末に無事Div.1に復帰した同志社。以後、古豪復活の時代に突入する。
2000年、池田祐蔵監督が就任。リクルート体制や組織の拡充に尽力する。2001年、2002年、2004年と3回入替戦に出場したものの、いずれも勝利しDiv.1に残留を決めた。また、2003年には6位となりウエスタンボウルに出場、広島大学に快勝し西日本学生王座に輝いた。
2005年にはフルタイムコーチである小林健オフェンスコーディネーターが就任、さらに京田辺キャンパスグラウンドを人工芝にするなど学校を挙げての強化を図った。この結果3勝4敗で1991年以来の4位となった。リーグ戦で3勝を挙げたのは1992年（5位）以来のことである。
2006年1月に環境整備に尽力した池田監督が急逝。新監督に小林健コーチが就任し、秋のリーグ戦に臨んだ。関西学生ベスト11に選ばれたQB（関西学生最優秀選手に選出された関学QB三原雄太を抑えての受賞）を擁し、上位進出が期待されたが、神戸大学、京都大学に僅差で敗れたことが響き、6位に終わった。

### 京同釜
1947年の京都大学ギャングスターズの創部において、同志社は当時の主将だった伊藤荘造（後の監督）を中心に防具やルールブック等の貸与や練習の指導等の協力を行った。京都大学との初のリーグ戦を戦うに際して、進駐軍京都軍政部長のシェフィールド少佐（当時のジョン・ピンカーマン京都大学ギャングスターズ監督の上司）より、京同釜（きょうどうがま）が贈呈された。以降、リーグ戦における勝利校が釜を持ち帰り、釜に自校名を記するのが慣例となっていた。
1970年代前半に所在不明となっていたが、2005年に京大、同志社両校OB会により復元され2代目が誕生した。復元された京同釜は、対戦成績が刻まれた台座の上に、直径21cm、高さ20cmほどの釜が置かれている。釜の蓋の取っ手部分はフットボールを模した作りになっている。
京同釜復元後初の公式戦となった2005年の京大-同志社戦は京都大学が見事勝利した。

## 不祥事
「同志社アメフト部性的暴行事件を参照」

## 獲得
- 関西学生リーグDiv.1　優勝2回(1946・1979)
- 東西大学王座決定戦・甲子園ボウル　出場1回(1946)／優勝0回

```
1946年度 同志社大学  0-45 慶應義塾大学
```

- 西日本学生王座決定戦・ウエスタンボウル　出場2回(2003・2006)／優勝2回

```
2003年 同志社大学 41-21 広島大学
2006年 同志社大学 31- 7 愛媛大学　　　 　　 
```

- 西日本学生選手権大会　優勝1回(1997)

## 定期戦・交流戦

### 定期戦
- 対慶應義塾大学(1949年開始) 通算成績 同志社10勝　慶應47勝　1引分
- 対立教大学(1947年開始) 通算成績　同志社21勝　立教37勝　1引分

### 交流戦
- ヨコハマボウル　出場2回　通算成績は1勝1敗

```
1989年 同志社大学 24-31 慶應義塾大学（定期戦）
1991年 同志社大学 28-19 慶應義塾大学（定期戦）　
```